# Mardoni
Mardoni (grec antic: Μαρδόνιος, llatí: Mardonius) (mort el 479 aC) va ser un comandant persa durant les guerres mèdiques al segle v aC.

## Orígens familiars
Mardoni era el fill de Gòbries, un dels sis nobles perses que havien ajudat a Darios I de Pèrsia a prendre el tron de l'usurpador Gaumata o Esmerdis el 522 aC. Per reforçar l'aliança Darios es va casar amb una filla de Gòbrias i aquest es casà amb una germana del rei de reis, Radušdukda.
D'aquesta darrera unió en nasqué Mardoni, que en casar-se amb la filla de Darios Ardušnamuya, esdevenia alhora el gendre, cunyat, i nebot polític de Darios.

## Primera Guerra Mèdica
Després de la Revolta Jònica, Mardoni va ser enviat el 492 aC per castigar els atenencs per haver ajudat els jònics. Abans va aturar-se a les ciutats de Jònia per deposar els tirans perses i instaurar-hi governs democràtics, probablement perquè els jònics no es tornessin a revoltar un cop se n'hagués anat l'exèrcit persa.
Aleshores, la seva flota i el seu exèrcit van creuar l'Hel·lespont, i es va llançar a la conquesta de l'illa de Tasos i de Macedònia, que van passar a ser tributaris de l'imperi persa. Però a prop de la península d'Atos la flota va ser destruïda per una tempesta en la qual, segons Heròdot, perdé 300 naus i 20.000 homes. També va patir una greu derrota en ser atacat pels brigis, una tribu tràcia.
Tanmateix, la campanya de Mardoni havia estat exitosa, ja que els territoris conquerits disposaven d'importants recursos miners i representaven una bona base d'operacions per futures incursions a Europa. Mardoni va retirar-se a l'Àsia Menor deixant el comandament de l'expedició persa a altres generals. La Primera Guerra Mèdica continuaria amb els perses conquerint algunes illes de l'Egeu, però sent derrotats pels atenencs a la batalla de Marató el 490 aC.

## Segona Guerra Mèdica

### Preparacions
D'acord amb Heròdot, Mardoni era un fervent defensor d'una nova expedició a Grècia. Tot i la derrota a Marató, la primera campanya havia deixat els perses en una situació favorable al disposar del control de l'Egeu i de Macedònia. Per llançar aquest atac Darios va dedicar molts esforços a reclutar i equipar un gran exèrcit, però va morir sobtadament el 486 aC abans de poder veure'l marxar.
Darios va ser succeït per Xerxes I, gendre, cosí i cunyat de Mardoni. Abans de poder dur a terme la conquesta que havia planejat el seu pare, va haver d'enfrontar-se dues rebel·lions a Egipte i a Babilònia. Un cop aplacades les revoltes, va dirigir-se a Sardes (Àsia Menor) on ell, Mardoni, i la resta de generals estaven aplegant l'exèrcit.

### Conquesta de Grècia
Els perses van sortir de Sardes cap a Grècia amb un dels exèrcits més grans que s'havien vist mai. Avançaven a poc a poc, ja que esperaven les collites a Tràcia i Macedònia. Durant el juliol i l'agost van acampar a Therma (actual Tessalònica), i posteriorment es van dirigir cap al sud. Van conquerir Tessàlia sense gaires dificultats, i la flota persa va aconseguir expulsar a la grega de les seves posicions al cap d'Artemísion. Abans de començar les operacions va consultar alguns oracles per mitjà del cari Mis d'Europos; les respostes no es coneixen. Al pas de les Termòpiles van aconseguir travessar la línia defensiva grega (això sí, patint pèrdues desproporcionades). Beòcia va ser annexionada a l'imperi i Atenes capturada (els atenencs ja havien fugit a l'illa de Salamina).
En l'intent de prendre Salamina, la flota persa va patir greus pèrdues. Tot i la derrota naval, els perses dominaven la Península Balcànica i consideraven la campanya plenament exitosa.
Podent afirmar que era el sobirà de tots els grecs (tal com va fer inscriure en taules), i pendent dels rumors inquietants relatius a una possible nova revolta de Babilònia, Xerxes va retirar-se amb gran part de l'exèrcit a Sardes des d'on podia vigilar als grecs i als babilonis alhora.

### Commandament de Mardoni
Amb la marxa de Xerxes, Mardoni va quedar al comandament de l'exèrcit (excepte els mil Immortals que estaven manats per Hidanes). Va retirar-se a Tessàlia per alimentar l'exèrcit, i des d'allí va enviar al rei Alexandre I de Macedònia a Atenes (el rei tenia llaços especials amb la ciutat) oferint termes justos de pau si es retiraven de la confederació grega i reconeixien el domini dels perses; els atenencs va rebutjar la proposta; també va enviar com ambaixador a Muríquides a les ciutats de l'Hel·lespont amb els mateixos oferiments que a Atenes, que tanmateix foren rebutjats.
Arribada la primavera, Mardoni es va assabentar de l'entrada en guerra dels espartans en suport d'Atenes (que fins aleshores havien renunciat a ajudar-los de manera efectiva), i va tornar al sud reocupant Beòcia i al marxar va deixar Atenes reduïda a ruïnes; mentre es dirigia a Beòcia va rebre informació de què un cos de mil espartans s'havien establert a Mègara, i es va dirigir a aquesta ciutat amb la intenció de sorprendre a la guarnició i dominar la Megàrida; va arribar a la zona però com que una força grega barrava el pas a l'istme de Corint, va avançar cap a Decèlia, va creuar el Mont Parnàs i va baixar a Beòcia, acampant a la riba sud de l'Asop.
Una mica després els atenencs van arribar a Èritres i van acampar prop del Mont Citeró; Mardoni els va enviar la cavalleria dirigida per Masisti, i els va derrotar; llavors els grecs es van traslladar cap a Platea on hi havia millor subministrament d'aigua i Mardoni els va seguir. Després de deu dies, com que els grecs, dirigits per Pausànies, es reforçaven, Mardoni va decidir lliurar batalla contra el consell d'Artabazos i dels generals de l'estat major que recomanaven anar a Tebes a recollir provisions i mentre intentar subornar a alguns estats grecs. A la batalla de Platea (setembre 479 aC), en la que els perses superaven numèricament els grecs de forma significativa, Mardoni es va mostrar impacient per obtenir la victòria; va actuar amb precipitació, i mentre liderava la persecució d'un contingent d'espartans en retirada, va morir a mans de l'esparta Arimnest. Aparentment la seva baixa va fer canviar el curs de la batalla, que acabaria suposant una victòria grega i la fi de la invasió persa.